# Крым (крымскотатарская газета)
Крым (крымскотат. Qırım, Къырым, укр. Крим) — выходящая на крымскотатарском языке газета. Является первой государственной газетой, выходящей на крымскотатарском языке, которая начала издаваться сразу после возвращения крымских татар на родину в 1989 году.
Первоначально газета финансировалась из крымского областного бюджета, а с 2004 года — за счет государственных дотаций, выделяемых Государственным комитетом по делам национальностей и религий (ГКНР). Газета выходит с 2005 года один раз в месяц с приложением «Кырымьярайлар». Основателем газеты является её главный редактор и кандидат филологических наук Бекир Мамутов. Его сыновья, некоторое время также работавшие над изданием газеты, играют в группе Şatur-Gudur.
Газета выходила два раза в неделю тиражом 4000 экземпляров до мая 2011 года, после чего её издание было прекращено на два месяца. Это произошло из-за закрытия Государственного комитета национальностей и религии Украины, который покрывал 70-75 % расходов на издание газеты (остальное покрывалось за счёт доходов от продаж). Газета возобновила выпуск в июле 2011 года.
В мае 2024 года сотрудники правоохранительных органов России провели обыски в домах главного редактора и учредителя крымской газеты «Къырым» — Бекира Мамутова и Сейрана Ибрагимова. Как сообщают представители общественного объединения «Крымская солидарность», после проведения обысков силовики направились в офис редакции издания. Оба журналиста были доставлены в здание Центра по противодействию экстремизму. Адвокат Эдем Семедляев сообщил, что ему не удалось встретиться со своими подзащитными на месте.